# لوكوموتيفا زغرب
نادي لوكوموتيفا زغرب لكرة القدم (بالكرواتية: Nogometni klub Lokomotiva Zagreb) نادي كرة قدم كرواتي يقع في العاصمة زغرب ويشارك في الدوري الممتاز. تأسس في سنة 1914 واستطاع النادي تحقيق أكبر نجاح في تاريخه في فترة نهاية الأربعينات وبداية الخمسينات قبل أن يمضي العقود الخمس التالية في الدرجات الدنيا.
في منتصف العقد الأول من القرن الحادي والعشرين تحول إلى نادي تابع لنادي دينامو زغرب وما بين 2007 و 2009 استطاع النادي الصعود إلى الدرجة الأعلى لثلاث مرات متتالية ليصعد من الدرجة الرابعة إلى الدرجة الأولى. يلعب مبارياته على أرضه على ملعب ماكسيمير التابع لنادي دينامو زغرب بسبب عدم تناسب ملعبه كايزيريتشا مع متطلبات اللعب في بطولة الدوري الأعلى في كرواتيا.

## وصلات خارجية
- الموقع الرسمي